# خلیل‌الله دوم
خلیل الله دوم چهل و یکمین پادشاه شروان‌شاهان بود. وی از سال ۱۵۲۳ میلادی تا ۱۵۳۵ میلادی حاکم شروان در زیر سلطهٔ صفویان بود و از آنان تبعیت می‌کرد.

## سلطنت
درمورد کودکی وی و سال تولد او اطلاعات چندانی وجود ندارد. در سال ۱۵۲۴ پدر او شیخ ابراهیم دوم در گذشت و او به عنوان فرزند ارشد شیخ ابراهیم دوم به جای وی بر تخت نشست.
خلیل الله دوم در ۱۲ مهر سال ۹۰۲ هجری خورشیدی با پریخان خانم دختر شاه اسماعیل یکم یا خواهر شاه طهماسب یکم ازدواج کرد. ( با پریخان خانم دختر شاه طهماسب یکم اشتباه گرفته نشود. )

## روابط با صفویان
بعد از مرگ شاه اسماعیل یکم پسرش شاه طهماسب یکم بر تخت پادشاهی نشست. شاه طهماسب یکم به خلیل الله دوم مشکوک بود، این شک و بد گمانی زمانی گسترش یافت که خلیل الله به سلطان مظفر پادشاه گیلان ( که نزد صفویان یک خائن محسوب می‌شد ) پناه داد. اما قبل از این که خلیل الله بتواند به خاطر این عمل خود از شاه طهماسب یکم طلب عفو و بخشش کند در گذشت. پس از او برادرش فرخ یسار دوم بر تخت پادشاهی نشست.